# Final Fantasy VI
Final Fantasy VI (ファイナルファンタジーVI, Fainaru Fantajī Shikkusu) é um jogo eletrônico de RPG desenvolvido e publicado pela SquareSoft para o Super Nintendo Entertainment System. Lançado em 1994, é o sexto título principal da série Final Fantasy. Se passando em um mundo fantástico com uma tecnologia equivalente da Segunda Revolução Industrial, a história se foca em um grupo de rebeldes que procuram derrubar uma ditadura imperial. O jogo possui catorze personagens principais jogáveis, o maior número dentre os jogos principais da série.
O jogo ficou conhecido como Final Fantasy III quando foi lançado pela primeira vez na América do Norte, já que o Final Fantasy III original e Final Fantasy V nunca foram lançados fora do Japão. Entretanto, a maioria dos relançamentos posteriores utiliza o título original. VI foi o primeiro jogo da série a ser dirigido por alguém diferente que o criador Hironobu Sakaguchi, com o cargo sendo preenchido por Yoshinori Kitase e Hiroyuki Ito. O veterano da franquia Yoshitaka Amano retornou como desenhista de personagens, assim como o compositor Nobuo Uematsu.
Suas versões para Super Nintendo e PlayStation venderam mais de 3,48 milhões de cópias mundialmente, além de mais 750 mil como parte da japonesa Final Fantasy Collection e da norte-americana Final Fantasy Anthology. VI também recebeu diversos prêmios desde seu lançamento. O jogo após o seu lançamento foi aclamado pela crítica especializada, sendo considerado como um marco para o gênero RPG, um dos melhores games de todos os tempos e ganhando o status de culto tanto para os RPGs quanto para o mundo dos games em geral.

## Jogabilidade

Uma batalha contra Atma Weapon na versão de SNES de Final Fantasy VI. O jogo marca o primeiro aparecimento desse inimigo na série (Atma Weapon foi traduzido como Ultima Weapon ou Ultimate Weapon em outras versões do jogo e em outros jogos da série).

Como os outros da série, Final Fantasy VI é dividido em 4 cenários: mapa, cidades, calabouços e batalhas. No mapa, se guiam os personagens até os locais dos eventos. Há 4 maneiras de viajar: a pé (única forma de encontrar monstros para batalhar), chocobo, navio e aeronave (conhecido como airship na série).
Em cidades normais, há uma pousada (Inn), na qual se dorme e pode-se recuperar os danos de batalha; lojas de equipamentos, onde vendem equipamentos de defesa (escudos, capacetes e armaduras), de armas (diversas, como espada, lança e garra) e acessórios (relíquias com variados efeitos para as habilidades dos personagens), e uma "drogaria", com poções, tinturas e curativos em geral. Em todas as cidades há pessoas que passam informações e rumores.
Dungeons podem ser esgotos, cavernas, florestas ou construções habitados por monstros e baús com itens geralmente não achados em lojas. Algumas dungeons exigem divisão em 2 ou 3 grupos para resolver quebra-cabeças.
Em batalha há um sistema de menus, com as opções Fight (ataque), Item, Magic (usar magia) e uma habilidade única.
As batalhas rodam num sistema pseudo-tempo real chamado Active Time Battle, no qual todos os envolvidos esperam um tempo para atacar (o jogador tem barrinhas demonstrando o tempo). Após as batalhas, os personagens ganham experiência (que eleva o nível), dinheiro e, às vezes, itens.
Há uma diferença para outros jogos do gênero: pode-se escolher um personagem para aparecer na tela de mapa/cidade entre todos os do grupo corrente; em outros jogos, o personagem que aparece não pode ser alterado ou todos os personagens aparecem caminhando em fila indiana.
Os grupos têm 4 personagens, que podem ser substituídos em uma cidade em certo ponto, e na aeronave na maior parte do tempo. Os personagens, ao atacar com baixa saúde, podem desferir Limit Break (desperation attacks), técnicas únicas e poderosas ao invés de um ataque normal.
Só dois personagens usam magias no começo do jogo, mas a maior parte deles pode aprender utilizando-se de Magicite, restos mortais de Espers. Magicite é usado também para a conjurar monstros. Os personagens podem se equipar com armas, escudos, capacetes, armaduras e relíquias.
O jogo geralmente dura de 35-45 horas, embora grande parte deste tempo consista de aventuras opcionais.

## História
Mil anos antes do início do jogo, houvera a guerra dos Magi (War Magi), na qual três deusas tornaram os humanos seres mágicos chamados Espers (criaturas como fadas, sátiros e unicórnios). Vendo o dano que faziam, as deusas libertaram os Espers e se tranformaram em estátuas. Ao fim da guerra, vendo as grandes diferenças, os Espers se fecham em um mundo próprio, isolando-se completamente do mundo dos homens. Com isso, a magia é abolida do mundo e a humanidade se vê com a necessidade de voltar seus olhos para a tecnologia novamente.
O planeta se reconstruiu, o homem redescobriu a pólvora e as máquinas a vapor. No tempo presente, o Império, uma potência maligna e emergente liderado pelo Imperador Gestahl e seus generais - Kefka Pallazzo, Celes Chere e Leo Cristophe - está tentando ressuscitar a magia, extraíndo o poder dos Espers. Numa tentativa de invadir o mundo selado dos Espers, Gestahl encontra Terra, uma garota filha de uma humana e de um Esper chamado Maduin, com a capacidade de usar a magia. Ele a cria no seio do Império e a escraviza para lutar em sua legião.
Numa missão, ela consegue escapar do domínio que lhe era exercido com a ajuda do "caçador de tesouros", Locke, e se une aos rebeldes Returners. Ao longo de suas lutas, os Returners testemunham inúmeras atrocidades cometidas por Kefka, general do Império, e conseguem aliados entre as vítimas de seus crimes (entre eles a ex-general Celes).
Após atacarem Espers na cidade de Thamasa, o mundo dos Espers passa a flutuar - e no Continente Flutuante, Kefka trai Gestahl, e usa o poder das três estátuas das deusas da magia para reconstruir o mundo à sua imagem, conseguindo poderes divinos e isolando os heróis.
Um ano após tal incidente, o mundo perdeu as esperanças - Celes acorda numa ilha isolada, e passa a procurar os Returners sobreviventes, que partem para atacar o vilão em sua gigantesca torre.

## Personagens
Entre parênteses, o nome em japonês.
- Terra Branford (ティナ・ブランフォード Tina Buranfōdo | Tina) — Uma garota meio humana, meio Esper, capturada pelo Império quando invadiram o mundo dos Espers. Seu poder especial é Trance (Transe) que a transforma em Esper, dobrando seus poderes mágico e físico.
- Locke Cole (ロック・コール Rokku Kōru) — Ladrão (embora ele prefira o termo "caçador de tesouros") que freqüentemente ajuda os Returners. Sua habilidade é  Steal (Roubar), que é a tentativa de tirar um objeto do inimigo (com uma certa relíquia vira "Capture", atacando enquanto rouba).
- Edgar Roni Figaro (エドガー・ロニ・フィガロ Edogā roni Figaro) — O jovem rei de Figaro, Edgar fez uma aliança com o Império, mas ajuda secretamente os Returners. Sua habilidade é Tools (Ferramentas), que permite o uso de aparatos como a besta e a serra elétrica.
- Sabin Rene Figaro (マッシュ・レネ・フィガロ Masshu rene Figaro | Mash) — Irmão gêmeo de Edgar, Sabin abandonou Figaro após a morte do pai e encontrou refúgio num dojo de artes marciais. Sua habilidade é o Blitz, que gera golpes poderosos a partir de combinações de teclas.
- Shadow (シャドウ Shadō) — Um mercenário ninja, especializado em assassinatos e sempre acompanhado do seu cão, Interceptor. Sempre com comportamento frio, ele nunca revela nada do seu passado. A habilidade de Shadow é Throw (Arremesso), que consiste em arremessar itens e armas (como a shuriken ou espadas) nos inimigos.
- Celes Chere (セリス・シェール Serisu Shēru) — Uma ex-general do Império, presa por questionar as políticas imperiais. Quando criança, recebe transfusão de magia Esper por meio Magitek. A habilidade de Celes é a Runic (Rúnica), que absorve magias através de certas espadas, anulando seu efeito e absorvendo o total de MP.
- Cyan Garamonde (カイエン・ガラモンド Kaien Garamondo | Cayenne) — um guerreiro do reino de Doma, e o único sobrevivente do envenenamento do castelo. A habilidade de Cyan é Bushido, poderosos golpes de espada (embora os mais fortes demorem a serem ativados).
- Gau (ガウ Gau) — Uma criança abandonada pelo pai, numa terra cheia de monstros conhecida como Veldt. A habilidade de Gau é o Rage (Fúria), que consiste em imitar o padrão de ataque dos monstros encontrados visitando a Veldt.
- Setzer Gabbiani (セッツァー・ギャビアーニ Settsā Gyabiāni) — Um jogador mulherengo, Setzer viaja o mundo em sua aeronave sonhando com seu amor perdido, Daryl. Sua habilidade é o Slot (Caça-níquel), que imita um caça-níqueis, causando diversos efeitos. Pode se tornar GP Rain (ぜになげ Zeninage), que causa danos reduzindo o dinheiro do grupo.
- Mog (モグ Mog) — Um moogle falante, e mascote não-oficial do jogo. A habilidade de Mog é Dance (Dança), diversas danças mágicas aprendidas em diferentes terrenos.
- Strago Magus (ストラゴス・マゴス Sutoragosu Magosu | Stragus) — Um mago idoso, Strago é descendente dos guerreiros da Guerra dos Magi. Sua habilidade é Lore (Conhecimento), que permite o aprendizado de ataques inimigos e utilização dos mesmos (também conhecida como Blue Magic).
- Relm Arrowny (リルム・アローニィ Rirumu Arōnī) — A neta de Strago, Relm é uma artista de habilidade. Seu poder é o Sketch (Desenho), que reproduz um ataque do monstro-alvo. Com uma relíquia, o comando torna-se Control (Controle), que controla o inimigo e lhe permite usar seus ataques.
- Gogo (ゴゴ Gogo) — Um misterioso mímico encontrado em uma ilha distante. A habilidade de Gogo é Mimic (Mímica), copiar o último comando usado por qualquer aliado (embora possa equipá-lo com todos as habilidades alheias, exceto o Trance).
- Umaro (ウーマロ Umaro) — Um yeti (ou sasquatch) vivendo em Narshe. Umaro não pode ser controlado (ele ataca sozinho). Ele pode utilizar alguns ataques diferentes com o uso de relíquias específicas.

Além desses 14 jogáveis, há também coadjuvantes como Gestahl Gastra, líder do Império; Kefka Palazzo, o principal general do império (que em certo ponto trai Gestahl e vira um semideus); Leo Cristophe, outro general imperial, respeitado por todos; Cid del Norte Marguez, principal cientista do Império; e Banon, líder dos Returners.

## Mudanças
Na versão em língua inglesa, houve mudanças. A mais óbvia foi a mudança de título, já que era apenas o terceiro Final Fantasy fora do Japão.
Nomes foram mudados tanto por restrição de espaço (Stragos-Strago; Phoenix Down-Fenix Down) quanto por diferenças culturais (o nome japonês de Terra, Tina, é exótico para japoneses, mas comum para americanos), mas com pequenos erros de tradução (o nome Biggs, em referência ao personagem de Star Wars Biggs Darklighter, virou Vicks).
Alterações foram feitas a pedido da Nintendo of America, eliminando traços de nudez, profanidade e referências ao fumo (fumaça saindo de casas apagada, estabelecimentos Pub virando Café) e religiosas (a magia Holy, sagrado, virou Pearl, pérola).
A versão de PlayStation parte da censura e altera alguns nomes.

## Gráficos
Yoshitaka Amano, colaborador habitual da série Final Fantasy, fez os desenhos-base para a conversão no jogo. Algumas mudanças foram feitas, como o cabelo de Terra se tornar verde ao invés de loiro. No PlayStation, há cenas de vídeo em 3D inspirados nos desenhos conceituais ao invés dos do jogo.
O jogo faz bastante uso dos gráficos Mode 7 do Super NES, que dão uma perspectiva de três dimensões, ao invés das duas dimensões real.

## Música
Nobuo Uematsu, que fizera a música dos outros jogos da série, retornou. A música de FFVI, com músicas diferentes para cada lugar, personagem e batalhas, é considerada uma obra-prima, e um CD triplo sob nome Final Fantasy VI Original Soundtrack foi bem vendido no Japão.
Um dos momentos mais célebres do jogo está na ópera "Aria di Mezzo Carattere" (italiano: "Ária do meio personagem"), interpretada no jogo pela personagem Celes Chere. Devido às limitações sonoras do SNES, há uma imitação de um vocal acompanhando a melodia.
No CD Final Fantasy VI Grand Finale há uma versão orquestrada, com letras em italiano (amostra). Na versão do jogo para PlayStation, a ária é mostrada em um vídeo em 3D.
A série Orchestral Game Concerts inclui uma versão estendida da aria.
3 álbuns foram feitos com a trilha:
1. Final Fantasy VI Original Sound Version, versões originais (lançado nos EUA, sob encomendas de correio, como Kefka's Domain)
2. Final Fantasy VI Grand Finale, tocado pela Orchestra Synfonica di Milano.
3. Final Fantasy VI Piano Collections, versões ao piano

### Black Mages
A banda instrumental Japonesa The black Mages de Nobuo Uematsu remixou várias trilhas sonoras de videogame, inclusive quatro de Final Fantasy VI. Em 19 de fevereiro de 2003 a DigiCube lançou o disco The Black Mages no qual há versões remixadas de: Battle Theme a qual é tocada sempre que há um encontro de batalha; The Decisive Battle que é tocada quando há uma batalha com inimigos mais poderosos (chefes) ; e Dancing Mad, o tema do chefe final, Kefka Pallazzo.
Em 19 de março de 2008, a Dog Ear Records de Nobuo Uematsu lançou o Disco The Black Mages III: Darkness and Starlight, no qual há uma versão feita em Ópera Rock Japonesa da ópera motrada no jogo, a qual é bem mais extensa que a Ária de Mezzo Carattere, tendo 15:32 minutos,(aliás Darkness and Starlight seria o nome da própria Ópera do jogo).

## Recepção
Final Fantasy VI vendeu 3,42 milhões de cópias , das quais 2,55 milhões no Japão, e em torno de 610 mil nos EUA. Fora elogiado pela crítica tanto no lançamento para SNES como no relançamento do PlayStation. Final Fantasy Anthology, que junta FFVI e FFV, vendeu aproximadamente 364,000 cópias.
O site de crítica e análise de jogos de várias plataformas IGN, fez uma lista dos "100 melhores RPG´s de todos os tempos" (Top 100 RPGs of All Time), e FFVI ficou na posição de número 2, à frente de jogos consagrados do gênero e de outros da série Final Fantasy, como Tactics (posição 18), IV (posição 22), XII (posição 31), IX (posição 40), VII (posição 52) e I (posição 83).
No Top 100 Jogos de SNES de Todos os Tempos, feito pela IGN em 2011, o jogo aparece na quarta posição do ranking.

## Conversões

### PlayStation
A versão para PlayStation mantém os gráficos e músicas, corrige alguns erros de tradução e defeitos da versão do Super NES, e inclui vídeos com animação em computadorizada, bem como um bestiário e uma galeria de arte, revelados à medida que o jogador progride. No Japão foi lançado primeiro individualmente em 1998, depois com FFIV e FFV em Final Fantasy Collection, e nos EUA com FFV em Final Fantasy Anthology, ambos em 1999. Na Europa e Austrália, por não ter sido lançado no SNES, foi lançado individualmente em 2002.

### Game Boy Advance
Seguindo Final Fantasy I & II: Dawn of Souls (que inclui os 2 primeiros capítulos da saga), Final Fantasy IV e Final Fantasy V Advance, FFVI recebeu a versão Final Fantasy VI Advance, lançada em Novembro de 2006 no Japão e a ser lançada em Fevereiro de 2007 nos EUA. Como extras foram incluídos 4 novos Espers (Gilgamesh, Cactuar, Leviathan, e Diablos; o primeiro é um personagem recorrente da série surgido em Final Fantasy V, e o último vem de FFVIII) além de equipamentos, uma nova tradução e um calabouço a ser explorado por três grupos.

### Virtual Console
A versão original do Super Nintendo relançada para Wii Virtual Console em 15 de março de 2011 no Japão, nos países dos sistema PAL em 18 março de 2011, e nos EUA em 30 junho de 2011. O jogo foi lançado em alguns locais com o primeiro título Final Fantasy III

### PlayStation Network
Final Fantasy VI foi relançado no Japão como um Clássico do PS1 em 20 de abril de 2011, na Europa e Austrália em 2 de junho de 2011, e nos EUA a 6 de dezembro de 2011.

### Dispositivos Móveis
Final Fantasy VI foi novamente relançado para dispositivos móveis Android e iOS, 6 de Fevereiro de 2014 para iOS e 8 de dezembro de 2014 para Android, ambos sendo ports da versão de PS1.

## Temas recorrentes
Além do enredo típico, FF6 tem de similar com outros Final Fantasy:
- Aeronaves como mecanismos para avançar com o enredo;
- As magias e seus nomes;
- O tripé de Fantasia/Amor/Morte;
- Criaturas como chocobos e moogles;
- Um personagem chamado Cid;
- Dois personagens inspirados em Star Wars: Biggs (Biggs Darklighter)-traduzido Vicks-e Wedge (Wedge Antilles);
- Invocação de criaturas como Odin, Shiva, Ifrit, Ramuh e Bahamut;
- O personagem Lonewolf de Final Fantasy V;
- A luta dos protagonistas contra o imperialismo.

## Legado
Final Fantasy VI: The Interative CG Game (também conhecido como Final Fantasy SGI demo, ou Final Fantasy x - do qual não está em nada relacionado ao décimo jogo da franquia, Final Fantasy X) foi uma breve demonstração da produtura Square usando os personagens e estilo do Final Fantasy VI original.
Produzido usando o chip Silicon Graphics, Inc. (SGI), presente no Nintendo 64, foi uma demonstração das capacidades 3D do console.
A demonstração mostrava Terra, Locke e Shadow lutando contra um inimigo no jogo. Era controlado por gestos no mouse, por exemplo: movendo o cursor na forma de uma estrela invocaria (do inglês, summon) um dragão para atacar.
Em abril de 2010, o produtor da Square Enix, Shinji Hashimoto, cogitou o desenvolvimento de um remake de Final Fantasy VI para Nintendo DS, mas disse que o projeto encontra-se em fase de "indecisão" por conta de "problemas técnicos".

### Dissidia: Final Fantasy
Dissidia: Final Fantasy é um jogo de ação produzido pela Square e que conta com vários personagens da série num conflito gerado pelo deus Chaus, deus da discórdia, quando tenta obter controle do mundo dos respectivos personagens.
Os personagens controláveis são personagens da série Final Fantasy, indo desde Warrior of Light de Final Fantasy a Shantoto de Final Fantasy XI, passando por Zidane Final Fantasy IX, Cecil Harvey Final Fantasy IV e Onion Knight do Final Fantasy III original.
Os personagens de Final Fantasy VI são:
- Terra Branford como heroína, interpretada por  Yukari Fukui no Japão e Natalie Lander nos EUA;
- Kefka Palazzo como vilão, interpretado por Shigeru Chiba no Japão e Dave Winttenberg nos EUA.

Dissidia: Final Fantasy possui duas versões lançadas com exclusividade para PSP.